# Yamaha Royal Star Venture

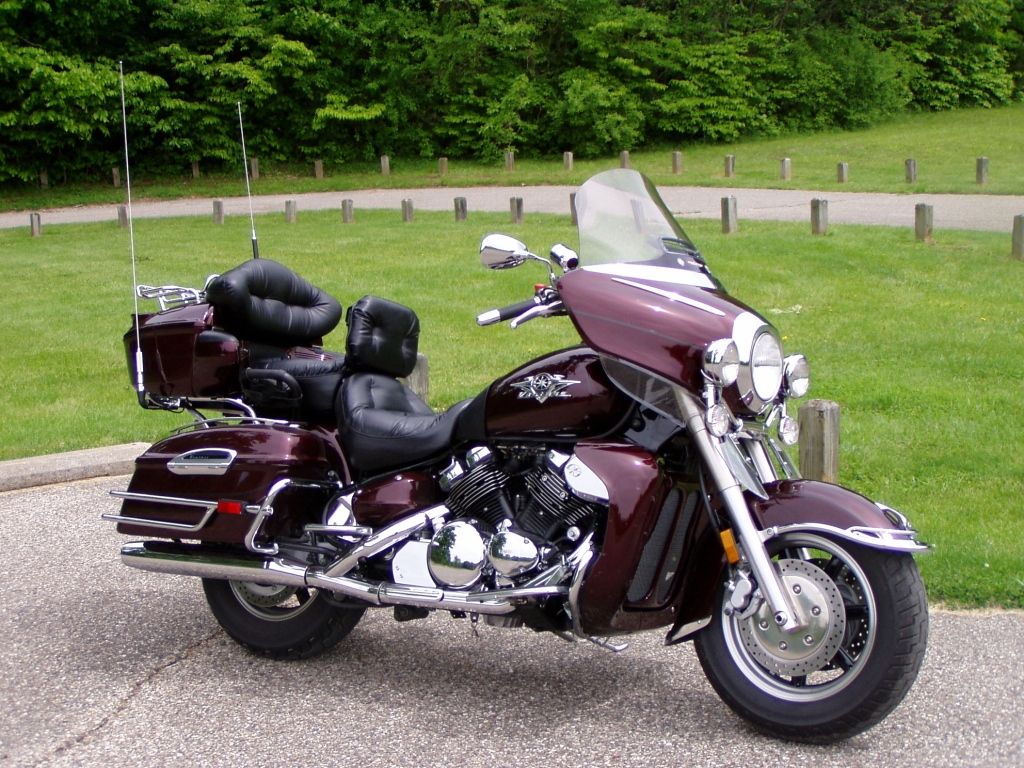
Yamaha Royal Star Venture Baujahr 2006

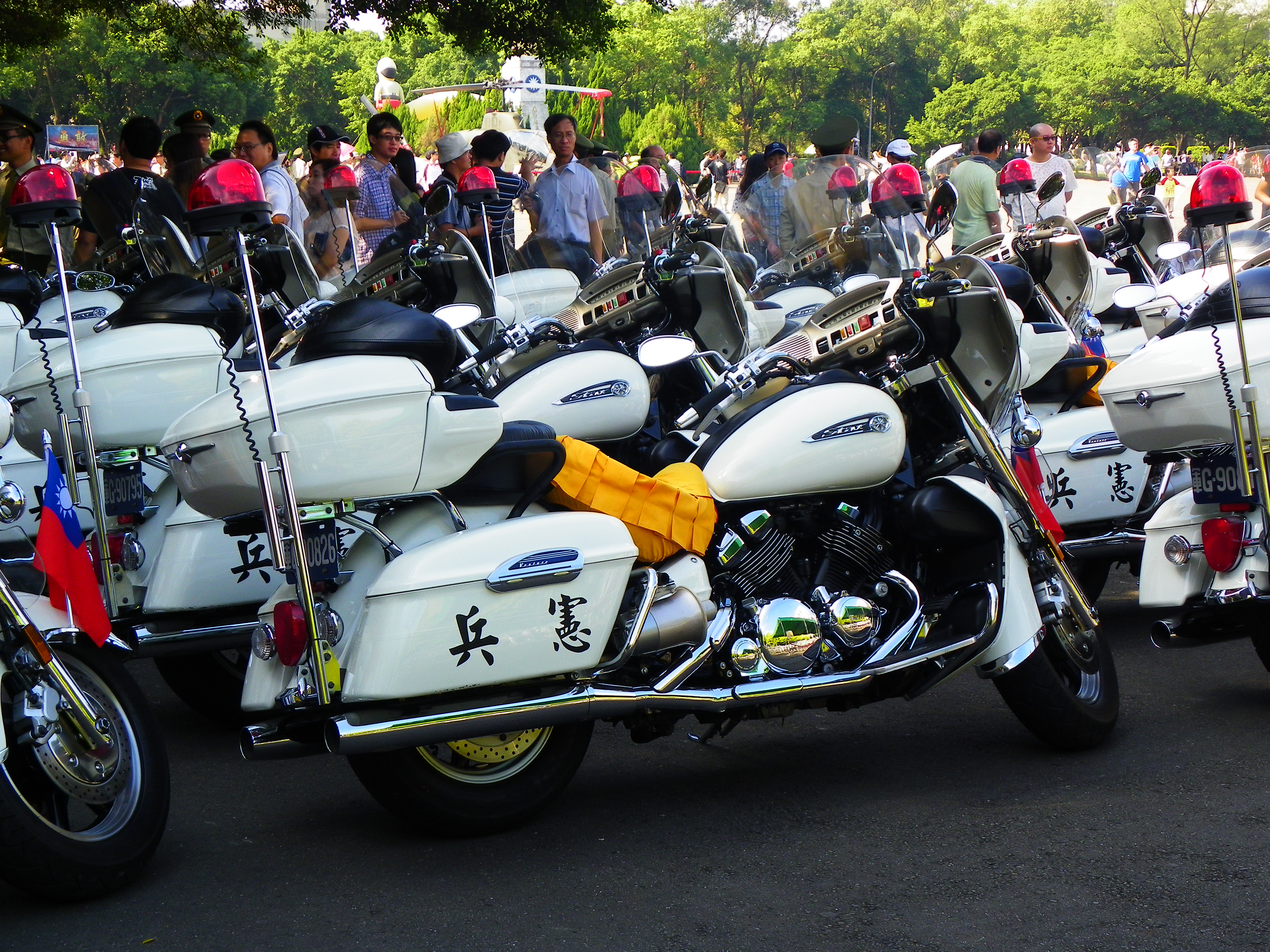
Yamaha Royal Star Venture der Republik China Militär Polizei

Die Yamaha Royal Star Venture ist ein luxuriöses Tourer-Motorrad, welches von dem Unternehmen Yamaha Motor gebaut wurde. Das Modell wurde von 1999 bis 2013 hergestellt.
Im Jahr 1983 entwickelte Yamaha einen V4 Motor, der erstmals in den Yamaha XVZ Venture Royale Modellen verwendet wurde. Die erste Version war die Yamaha Venture Royale, welche von 1983 bis 1993 produziert wurde. Yamaha produzierte dann ab 1996 mit dem Cruiser-Modell Royal Star bis 2001 ein Motorrad mit dem modifizierten V4-Motor. Im Jahr 1999 brachte Yamaha wieder einen großen Luxus-Tourer unter dem Namen Royal Star Venture heraus, welcher wiederum eine Variante des Venture-Antriebsstrangs verwendete. In 2005 wurde in Nordamerika das Modell Royal Star Tour Deluxe vorgestellt, welche technisch der Royal Star Venture ohne Verkleidung, Radio oder Topcase entspricht.

## Fahrzeuginformationen

### Aussehen
In den USA wurde die Royal Star Venture in zwei Versionen angeboten: Standard und S. Das Standardmodell hat eine gebürstete Vorderradgabel, während sie bei S-Modell verchromt sind. Beide Modelle sind in unterschiedlichen Lackierungen angeboten worden, wobei die Farben auch in jedem Modelljahr gewechselt wurden. Neben den genannten Versionen wurden auch Sondermodelle angeboten wie das Midnight-Modell mit schwarzer Lackierung und verchromten Ziernägeln an den Sitzungen oder die Millennium-Edition in 2000, welche in einer Perlweiß/Elfenbein 2-Farben Lackierung mit braunen Sitzbezügen ausgestattet war. Die Millennium-Edition wurde nur 1.500-mal gebaut. Jedes Exemplar ist mit einer Plakette und einer individuellen Nummer versehen.
Die 1999er und 2000er Modelle haben darüber hinaus glatte Sitzbezüge im Gegensatz zu den von 2001 bis 2013 verwendeten, mehr kissenähnlichen Sitzbezügen.

### Mechanik
Die Royal Star Venture ist ein großes und schweres Motorrad. Die Sitzhöhe beträgt 750 mm, das Gewicht beträgt 375 kg trocken. Mit Öl, Kühlflüssigkeit und gefülltem Kraftstofftank beträgt das Gewicht 394 kg, das zulässige Gesamtgewicht beträgt 584 kg. Der Radstand beträgt 1.700 mm. Zur Standardausstattung gehört eine Audioanlage in der Verkleidung mit CD-Player-Steuerung (der 6-fach CD-Wechsler befindet sich im linken Seitenkoffer), einem FM/AM-Radio mit Cassettendeck und einem CB-Funkgerät. In Deutschland und Australien wurden nur Versionen ohne CB-Funk angeboten. Das Audiosystem besteht aus vier Lautsprechern, welche in der vorderen Verkleidung und im Topcase verbaut sind. Die Lautstärke ist automatisch abhängig von den Umgebungsgeräuschen regelbar.
Die Vorderradgabel und der Stoßdämpfer lassen sich mit Druckluft über Ventile an verschiedene Beladungszustände anpassen. Der Verbrauch beträgt nach Nutzerangaben zwischen 6 und 8 Liter/100 km.
Der Antrieb der Royal Star Venture besteht aus einem flüssigkeitsgekühlten 1.2944 Kubikzentimeter (angegeben als 1.300 cm³) V4-Motor, der von vier MIKUNI BDSR32 Fallstrom-Gleichdruckvergaser – einem pro Zylinder – und einem manuell zu bedienenden Choke versorgt wird. Bohrung und Hub betragen 79 und 66 Millimeter, die Kompressionsrate beträgt 10 zu 1. Der Motor verfügt über vier Ventile pro Zylinder und obenliegende Nockenwellen. Das klauengeschaltete Fünfganggetriebe (der fünfte Gang ist als Overdrive lang ausgelegt), ist Teil des Motorgehäuses und Motor und Getriebe teilen sich dasselbe Öl. Die Kardanwelle und der Endantrieb sind in der linken Seite der Zweiarmschwinge verbaut. Der hintere Stoßdämpfer ist über Umlenkhebel mit der Schwinge verbunden. Die Mehrscheiben-Ölbad-Kupplung wird hydraulisch betätigt.
Der Schalthebel ist auf der linken Seite verbaut und kann mit den Zehen oder der Ferse betätigt werden. Für Fahrer und Beifahrer sind Trittbretter verbaut. Die Fahrertrittbretter sind federnd gelagert, so dass sie bei Bodenkontakt hochklappen. Die Beifahrertrittbretter sind drehbar, aber nicht federnd gelagert und können bei Nichtgebrauch hochgeklappt werden.
Die Vorderradbremse vorn besteht aus zwei Bremsscheiben mit jeweils 2-Kolben-Bremssätteln, die einzelne hintere Bremsscheibe ist mit einem 4-Kolben-Bremssattel ausgestattet. Beide vorderen Bremsscheiben werden über den Handbremshebel angesteuert. Die hintere Bremse wird mit dem Fußpedal auf der rechten Seite bedient.
In 2005 wurde das Design des hinteren Zentralfederbeins geändert. In den früheren Modellen verfügt der Gummibalg des Zentralfederbeins über eine untenliegende Ventilationsöffnung, die im Fahrtbetrieb insbesondere bei Regenfahrten auch Straßenschmutz in das Zentralfederbein hereinlässt, was mittelfristig zur Zerstörung der Dichtungen und zum Ölverlust führte. Die spätere Version erhielt eine Ventilationsöffnung mit einem Luftschlauch, der im Batteriefach eingehängt wird und eine Verschmutzung des Zentralfederbeins verhindert. Die überarbeitete Version kann auch in die früheren Modelle verbaut werden.

### Abmessungen und Gewichte
(Quelle: )
| Länge (mm)                   | 2.705 |
| Breite (mm)                  | 900   |
| Höhe (mm)                    | 1565  |
| Sitzhöhe (mm)                | 750   |
| Sitzbanklänge (mm)           | 810   |
| Bodenfreiheit (mm)           | 155   |
| Trockengewicht (kg)          | 375   |
| zul. Gesamtgewicht (kg)      | 584   |
| Tankinhalt (Liter)           | 22,5  |
| davon Reserve (Liter)        | 4,5   |
| Höchstgeschwindigkeit (km/h) | 185   |

### Situation in Deutschland
In Deutschland wurde das Modell nur von 1999 bis 2002 von Yamaha angeboten. Diese entsprechen alle dem Modelljahr 1999, es war nur eine Lackierung verfügbar. Im Vergleich zu den USA-Modellen sind neben dem fehlenden CB-Funk auch andere technische Änderungen vorgenommen worden, wie der Kennzeichenhalter am Topcase oder die Position der Hupen. Werksseitig wurde eine kurze Verkleidungsscheibe verbaut. Insgesamt wurden 254 Stück von Yamaha in Deutschland verkauft. Zum Stichtag 1. Januar 2014 waren nach dem amtlichen Zahlen noch 115 Exemplare zugelassen.